# Juan Gabriel
Juan Gabriel, właśc. Alberto Aguilera Valadez (ur. 7 stycznia 1950 w Parácuaro, w stanie Michoacán, w Meksyku, zm. 28 sierpnia 2016 w Santa Monica w Stanach Zjednoczonych) – meksykański piosenkarz, aktor i producent muzyki, głównie mariachi i latynoskiego popu. W Meksyku był jednym z najbardziej znanych wykonawców tej muzyki. Napisał ponad 1800 piosenek. Sprzedano ponad 100 milionów płyt z jego wykonaniami, oraz ponad 50 milionów z nagraniami, które współtworzył. Piętnaście jego płyt uzyskało tytuły złotych i platynowych.
Był wykonawcą piosenek przewodnich w telenowelach, m.in. Maria Emilia (1999-2000), W niewoli uczuć (2000) i Zaklęte serce (2002).

## Dyskografia
- El Alma Joven... (1971)
- El Alma Joven II (1972)
- El Alma Joven III (1973)
- Juan Gabriel con el Mariachi Vargas de Tecalitlán (1974)
- A Mi Guitarra (1976)
- Juan Gabriel con Mariachi Vol. II (1976)
- Te Llegará Mi Olvido (1977)
- Siempre Estoy Pensando en Ti (1978)
- Siempre En Mi Mente (1978)
- Espectacular (1978)
- Mis Ojos Tristes (1978)
- Recuerdos (1980)
- Juan Gabriel con Mariachi (1980)
- Ella (1980)
- Con Tu Amor (1981)
- Cosas de Enamorados (1982)
- Todo (1983)
- Recuerdos, Vol. II (1984)
- Pensamientos (1986)
- Gracias por Esperar (1994)
- El México Que Se Nos Fue (1995)
- Del Otro Lado del Puente (1996)
- Juntos Otra Vez oraz Rocío Dúrcal (1997)
- Por Mi Orgullo (1998)
- Con la Banda...El Recodo oraz Banda el Recodo (1998)
- ¡Románticos! oraz Rocío Dúrcal (1999)
- Abrázame Muy Fuerte (2000)
- Inocente de Ti (2003)
- Juan Gabriel (2010)
- Los Dúo (2015)
- Los Dúo, Vol. 2 (2015)
- Vestido de Etiqueta por Eduardo Magallanes (2016)